# Gernot Renger
Gernot Renger (* 23. Oktober 1937 in Oberhennersdorf; † 12. Januar 2013 in Berlin) war ein deutscher Biochemiker. Er war Professor an der TU Berlin. 
Renger studierte Chemie an der TU Berlin, an der er 1966 sein Diplom erwarb und 1970 promoviert wurde (Untersuchungen über das System der Wasserspaltung in der Photosynthese) und sich 1977 habilitierte. 1980 wurde er dort Professor für Physikalische Chemie am Max-Volmer-Institut für Biophysikalische Chemie der TU Berlin. 2003 wurde er emeritiert, forschte aber weiter am Institut.
Er ist bekannt für Forschungen zu den Primärprozessen der Photosynthese. Er untersuchte den Mechanismus der Wasserspaltung bei der Photosynthese und auch das Eingreifen von Herbiziden und Umweltchemikalien in diese Prozesse und die Rolle verschiedener Signal- und Botenstoffe.
Auf einer Konferenz in Baku stellte er 2011 herkömmliche Theorien der Photosynthese mit Betonung des Elektronentransfers in Frage. Er betrachtet diese als nachrangig zur Dynamik der positiven Ladung bei der Photosynthese.
1997 war er als Eminent Scientist bei RIKEN.

## Schriften
- als Herausgeber: Primary Process of Photosynthesis: Principles and Apparatus, 2 Bände, RSC Publishing, 2008